# ناحية شال
ناحية شال (بالفارسية: بخش شال) هي ناحية في مقاطعة بوئين زهرا، محافظة قزوين، إيران. حسب إحصاء 2016، عدد سكان الناحية 23238 فردا في 6609 عائلة. بالناحية مدينة واحدة هي شال، وبها منطقتان ريفيتان هما قسم قلعة هاشم الريفي وقسم زين أباد الريفي.